# Saint-Gervais/Brazza (Auxerre)
Saint-Gervais/Brazza est un quartier d'Auxerre à l'est de la ville sur la route de Troyes. La population compte 2326 habitants, néanmoins le quartier se distingue par les activités industrielles et commerciales. En effet la Z.I. de la Plaine des Isles s'étend depuis les bords de l'Yonne jusqu'à la rocade nord d'Auxerre.